# Distrito de Kazincbarcika
El distrito de Kazincbarcika (húngaro: Kazincbarcikai járás) es un distrito húngaro perteneciente al condado de Borsod-Abaúj-Zemplén.
En 2013 tenía 65 823 habitantes. Su capital es Kazincbarcika.

## Municipios
El distrito tiene 3 ciudades (en negrita), 2 pueblos mayores (en cursiva) y 17 pueblos (población a 1 de enero de 2012):
- Alacska (748)
- Alsótelekes (135)
- Bánhorváti (1335)
- Berente (1117)
- Dédestapolcsány (1426)
- Felsőtelekes (683)
- Izsófalva (1739)
- Kazincbarcika (28 664) – la capital
- Kurityán (1598)
- Mályinka (475)
- Múcsony (3095)
- Nagybarca (1049)
- Ormosbánya (1670)
- Rudabánya (2488)
- Rudolftelep (714)
- Sajógalgóc (365)
- Sajóivánka (605)
- Sajókaza (3403)
- Sajószentpéter (11 965)
- Szuhakálló (946)
- Tardona (1011)
- Vadna (597)